# Wola Wacławowska
Wola Wacławowska – przysiółek w Polsce, położony w województwie mazowieckim, w powiecie radomskim, w gminie Wolanów. 
Przysiółek wchodzi w skład sołectwa Kacprowice.
W latach 1975–1998 miejscowość administracyjnie należała do województwa radomskiego pod nazwą "Sławno B" 
Podczas II Wojny Światowej wieś wysiedlono. Na okolicznych polach Niemcy wybudowali koszary wojskowe z siecią dróg, melioracji i kanalizacji. Do wsi dochodziła kolejka wąskotorowa z Rożek w gminie Kowala oraz elektryczność ze Skarżyska Kamiennej. Pod koniec wojny Niemcy pomniowali i wysadzili większość budynków. Drogi są nadal użytkowane.   
Wierni Kościoła rzymskokatolickiego należą do parafii św. Anny w Sławnie lub do parafii św. Doroty w Wolanowie.